# Bharti Enterprises
Bharti Enterprises ist ein indischer Mischkonzern mit Hauptsitz in Neu-Delhi. Bharti operiert in 20 Staaten Südasiens und Afrikas. Er wurde 1976 von Sunil Mittal gegründet, der Vorsitzender und Chief Executive Officer ist. Zum Konzern gehört unter anderem das Telekommunikationsunternehmen Bharti Airtel.